# Parafia Podwyższenia Krzyża Świętego w Chwalęcinie
Parafia Podwyższenia Krzyża Świętego w Chwalęcinie – parafia rzymskokatolicka znajdująca się w archidiecezji warmińskiej, w dekanacie Orneta.